# Angle dièdre
Pour les articles homonymes, voir Dièdre.
En géométrie, l'angle entre deux plans est appelé angle dièdre, ou angle diédral (anglicisme).
L'angle dièdre d'un tétraèdre régulier, correspond à l'angle observé au sol, dans un plan perpendiculaire à l'une des arêtes au sol, que font la base du tétraèdre et une face. Face dont la base est, au sol, « vue de bout » (soit un point pour une arête).
L'angle dièdre de deux plans peut être mesuré sur les « bords » des plans, c'est-à-dire suivant leur ligne d'intersection.
L'angle dièdre {\displaystyle \phi _{AB}} entre deux plans dénotés A et B est l'angle entre leurs deux vecteurs normaux {\displaystyle \mathbf {n} _{A}} et {\displaystyle \mathbf {n} _{B}}
{\displaystyle \cos \phi _{AB}=\mathbf {n} _{A}\cdot \mathbf {n} _{B}}
Un angle dièdre peut être signé ; par exemple, l'angle dièdre {\displaystyle \phi _{AB}} peut être défini comme l'angle de rotation (suivant leur ligne d'intersection) qui permettrait au plan A pour se superposer au plan B.
Donc, {\displaystyle \phi _{AB}=-\phi _{BA}}. En particulier, il suffit de spécifier cet angle ou son angle supplémentaire.

Figure 1 : Angle dièdre entre 3 vecteurs, défini comme l'angle extérieur sphérique. Plus les segments d'arc noirs sont longs, plus grands sont les grands cercles qui passent par {\displaystyle \mathbf {b} _{1}} et {\displaystyle \mathbf {b} _{2}} et par {\displaystyle \mathbf {b} _{2}} et {\displaystyle \mathbf {b} _{3}}, respectivement
Figure 2 : Angle dièdre entre trois vecteurs consécutifs (représentés en rouge, vert, et bleu) connectant quatre atomes
Figure 3 : Angle dièdre défini par trois vecteurs consécutifs (représentés en rouge, vert, et bleu) connectant quatre atomes. Depuis cette perspective, le second vecteur (en vert) sort de la page
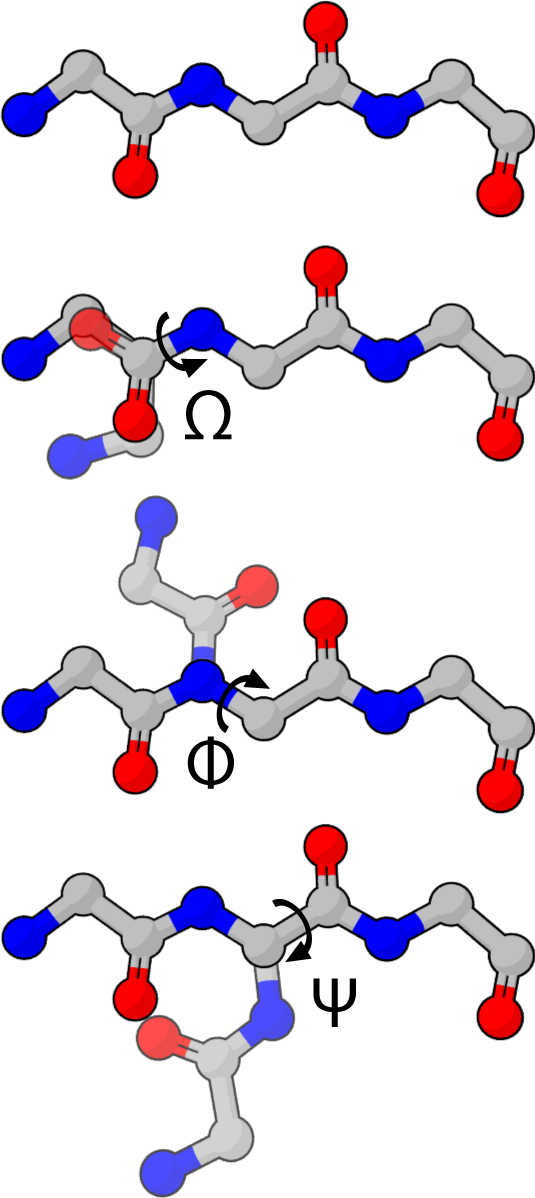
Figure 4 : Angle dièdre de l'ossature d'une protéine